# Отрадне (Вяземський район)
Отра́дне (рос. Отрадное) — село у складі Вяземського району Хабаровського краю, Росія. Адміністративний центр та єдиний населений пункт Отрадненського сільського поселення.

## Населення
Населення — 860 осіб (2010; 1031 у 2002).
Національний склад (станом на 2002 рік):
- росіяни — 90 %